# Psicometría (adivinación)
La psicometría ( del griego ψυχή, psukhē, 'espíritu, alma' y μέτρον, metron, 'medición'), también conocido como lectura táctil o psicoscopía es una forma de percepción extrasensorial caracterizada por la supuesta capacidad de hacer asociaciones relevantes de un objeto de historia desconocida al hacer contacto físico con ese objeto. Sus creyentes afirman que un objeto puede tener un campo de energía que transfiere conocimientos relativos a la historia de ese objeto.
No hay pruebas científicas de que la psicometría exista y el concepto ha sido ampliamente criticado.

## Historia
Joseph Rodes Buchanan acuñó la palabra "psicometría" (medición del alma) en 1842. Partiendo de la idea de que todas las cosas tienen algún tipo de emanación.
Buchanan afirmó que esta habilidad podría sustituir algunas ciencias empíricas. Escribió un amplio tratado Manual de Psicometría: el Amanecer de una Nueva Civilización (1885), detallado cómo el conocimiento directo a través de la psicometría podía ser aplicadas a varias ramas de la ciencia. También detalló cómo la filosofía y el arte se verían afectados con este cambio social, iluminando a la humanidad.
Buchaman continuó promocionando la psicometría a lo largo de su vida, sus seguidores creyeron en su revolucionaria ciencia conocida como El Amanecer de la Nueva Civilización. Otros, como Stephen Pearl Andrews, promocionaron la psicometría a través de una nueva ciencia llamada Universología, basado en las ideas de Buchanan. La definición de Andrews sobre su ciencia, parafraseado por un artículo en el New York Times en 1878, es la demostración de la relación entre la mente y el cuerpo es una ciencia exacta.
A finales del siglo XIX las demostraciones de psicometría se volvieron muy populares como parte de sesiones espiritistas, el cual los participantes proveían de objetos personales para su "lectura" a médiums y psíquicos.

## Psicometría en la ficción

### Literatura
- En la serie de libros Gótico de Katie Maxwell su personaje principal, Fran, posee poderes psicométricos.
- En la serie de libros Maximum Ride el personaje Nudge tiene habilidades psicométricas.
- En la serie Matt Turner (The Dig, 2011, The Opal, 2012) de Michael Siemsen, el protagonista es un problemático psicométrico.
- En Deadly Little Lies, una novela de Laurie Stolarz, Ben es psicométrico.
- En la novela La hora de las brujas, el primero de la trilogía Las brujas de Mayfair de Anne Rice, El protagonista Michael Curry recibe el poder de la psicometría.
- En la novela La zona muerta (1979) de Stephen King, Johnny Smith usa sus recién descubiertas habilidades psicométricas para ayudar a la policía a resolver muchos casos.
- En la Trilogía Dark Visions (1994–1995), de L. J. Smith, el personaje Laurie Frost tiene habilidades psicométricas.
- En la serie de novela juvenil Fingerprints (2001–2002) de Melinda Metz, el personaje Rachel "Rae" Voight puede percibir los pensamientos y las emociones de los demás a través de los objetos que han tocado.
- En la serie de novelas ligeras Katanagatari de Nisio Isin hay un psicométrico llamado Kawauso Maniwa, uno de los doce Maniwa Ninja Corps.
- En la saga La Rueda del Tiempo de Robert Jordan los personajes Nynaeve al'Meara, Aviendha, y Elayne Trakand portan artefactos mágicos de los cuales pueden percibir la historia y el futuro de dichos objetos, su uso es mágico y fue diseñado como medio de recreación.
- En la serie "Mythos Academy" de Jennifer Estep, el personaje principal, Gwen Frost, tiene poderes psicométricos.
- En la saga "Inmortales" de Alyson Noël, es uno de los dones producidos por el Elixir.
- En la novela "Traitor's Sun" de la saga Darkover, de Marion Zimmer Bradley, Katherine Aldaran y Marguerida Alton-Hastur tienen un posible poder psicométrico.

### Cine
- Los psíquicos de la película de 1978 de Brian De Palma La furia pueden acceder a los recuerdos de las personas tocándolos directamente o a través de un objeto suyo, como la cama en la que dormían.
- En la película de 1988 Vibes, Jeff Goldblum hace de psicométrico.
- En la cinta de terror de David Schmoeller del año 1989 Puppet Master Carissa Stamford (interpretada por Kathryn O'Reilly) una psicométrica, forma parte del grupo de súper dotados psíquicos que se enfrenta a la banda de títeres vivientes.
- En la película Fear (1990) de Rockne S. O'Bannon, Cayce Bridges (interpretada por Ally Sheedy) es una poderosa psíquica dotada con poderes psicométricos y ayuda a la policía local a resolver crímenes.
- En la parodia The Meteor Man (1993), Jefferson Reed (Robert Townsend) hace de superhéroe el cual gana diferentes poderes sobrehumanos al exponerse a un meteorito, incluyendo la habilidad psicométrica de memorizar el contenido de un libro solo con tocarlo.
- En la película de 1994, El Cuervo, Brandon Lee interpreta a un espíritu vengador con poderes psicométricos, entre otras habilidades psíquicas.
- El hombre pez en las películas de Hellboy llamado Abe Sapien, posee esta habilidad gracias a una glándula especial y única que tiene.
- La película de acción Push (2009), trata de un grupo de personas dotadas de poderes psíquicos. El grupo llamado rastreadores puede descubrir el pasado de una persona y su localización tocando u oliendo objetos de ellos.
- En la película surcoreana del 2013 The Gifted Hands, Kim Bum interpreta a un personaje con la habilidad de conocer el pasado de alguien al entrar en contacto con un objeto suyo, ayuda a la policía a resolver casos de niños secuestrados.

### Televisión
- En la serie de televisión de 2003 de la HBO Carnivàle, el profesor Lodz puede leer los pensamientos y los sueños de una persona a través de un contacto directo con dicha persona o con un objeto.
- La psicometría también está presente en el amplio abanico de poderes (mágicos o psíquicos) presentes en series como  Charmed y Medium.
- En la serie de televisión Chuck (2007- ), el protagonista tiene la habilidad de memorizar todo el contenido de un archivo electrónico una vez se pone en contacto con él.
- El superhéroe cómico The Greatest American Hero (1981–1983), posee poderes psicométricos cuando usa su super-traje.
- Bun Waverly, una bruja de la serie de televisión Eastwick, tiene la habilidad de ver el futuro y conocer todo el pasado de un objeto tocándolo.
- En la miniserie de Stephen King Rose Red, Pam Asbury es psicométrica, perteneciente a un grupo de seis psíquicos reunidos por la parapsicóloga doctora Joyce Reardon para estudiar una mansión encantada en Seattle llamada Rose Red.
- En el episodio piloto de la serie de televisión canadiense My Babysitter's a Vampire, Ethan Morgan es una vidente y posee psicometría. A través del tacto tiene el poder de ver el pasado, presente, futuro, su uso, intenciones o su forma verdadera de un objeto o una persona.
- En la serie de televisión de ciencia ficción estadounidense Heroes, Sylar obtiene psicometría de una mujer llamada Bridget Bailey.
- En la serie de televisión de la BBC Doctor Who: en el episodio "Los Anillos de Akhaten", se usa psicometría para evaluar en valor de objetos y su precio en el mercado.
- En la serie de televisión de  TVN (Corea del Sur) He Is Psychometric, el protagonista, Lee Ahn, obtiene psicometría luego de un accidente.

### Cómics, anime y videojuegos
- Kaos, el hijo del científico loco Desty Nova en el manga de  Yukito Kishiro' Battle Angel Alita posee un tipo inusual de psicometría. No solo puede leer la memoria de los objetos sino también absorber sus talentos y características necesarias para su creación.
- Un buen número de personajes de Marvel Comics poseen psicometría, como Longshot, Adrienne Frost, y Terror.
- Muchos agentes federales del cómic Hellboy de Mike Mignola poseen esta habilidad.
- Muchos personajes del manga y del anime japonés poseen psicometría, como Chiba Mamoru de Sailor Moon y Oliver Davis de Ghost Hunt.
- La franquicia Mass Effect incluye una raza alienígena llamados Proteanos, que poseen la habilidad de comunicarse y aprender cosas a través del tacto.
- En Psychometrer Eiji creado por Masashi Asaki y Yuma Ando, el personaje principal, Asuma Eiji, tiene la habilidad de 'leer' piezas de información perdidas de cualquier objeto o persona tocándolo.
- La psicometría es muy recurrente en Toyko Babylon.
- En los cómics de Star Wars de Dark Horse Comics, el Maestro Jedi Quinlan Vos tiene este poder como miembro de la especie Kiffar.
- En Zettai Karen Children un manga de Takashi Shiina, uno de los protagonistas Shiho Sannomiya tiene poderes psicométricos.
- En el anime Hunter x Hunter, Pakunoda, miembro del Genei Ryodan era capaz de leer la memoria de los objetos que tocaba, y también podía leer la mente de las personas al tocarlas. Engañarla era imposible, ya que ella accedía a la memoria subliminal, no a la memoria consciente.
- En la serie Ben 10: Fuerza Alienígena, Gwen, la prima de Ben, tiene una amplia variedad de poderes psíquicos, entre ellos la psicometría, con la cual puede saber información de un objeto con solo tocarlo, e incluso la locación del dueño.
- En el videojuego Star Wars Jedi: Fallen Order desarrollado por Respawn Entertainment, el personaje principal Cal Kestis mediante el eco de la fuerza puede ver los eventos por los que paso tal objeto al que esta tocando.
- En el anime Occultic;Nine, Asuna Kisaki es una agente del FBI con habilidades psicométricas que ayuda a los protagonistas a resolver un caso.

### Juguetes
- En Bionicle, un Toa de Agua llamado Helryx tiene una máscara Kanohi llamada Máscara de la Psicometría.